# 민하람
민하람(본명: 진혜원(陳慧沅), 1995년 3월 6일 ~ )은 대한민국의 前 가수이자 배우 겸 연극 배우 및 유튜버이다. 2010년 남녀공학으로 데뷔하여 2011년부터 2015년까지 파이브돌스의 멤버로 활동했으며, 해체 후 연기자로 전향했다. 현재는 예명 민하람으로 활동 중이다.

## 경력
진혜원은 1995년 3월 6일, 경기도 부천에서 1남 1녀 중 막내로 태어났다. 중흥초등학교, 중흥중학교, 충암중학교, 안양예술고등학교, 동덕여자대학교를 졸업했다. 2010년 혼성 그룹 남녀공학의 멤버로 데뷔했으며, 2011년에는 유닛 파이브돌스로 활동을 시작하였다. 남녀공학 활동 당시에는 한별혜원이라는 예명을 사용한 바 있다. 2015년 파이브돌스가 해체된 후 키이스트로 이적해 연기자로 전향했다. 하지만, 키이스트와의 계약을 소리 소문 없이 종료하였고, 2020년 소속사를 J&K엔터테인먼트로 이적하여 활동하였다. 현재는 연극 배우로 활동 중이며, 현재 소속사는 무소속이다. 현재는 예명 민하람으로 활동 중이다.

## 학력
- 중흥초등학교 (졸업)
- 중흥중학교 (전학)
- 충암중학교 (졸업)
- 안양예술고등학교 연극영화과 (졸업)
- 동덕여자대학교 방송연예과 (졸업)

## 출연작

### 드라마
| 연도 | 방송사   | 제목                    | 역할                      | 비고      |
| ---- | -------- | ----------------------- | ------------------------- | --------- |
| 2011 | MBC      | 최고의 사랑             | 캔디스 멤버               |           |
| 2015 |          | 처음의 시작             | 신우                      | 웹 드라마 |
| 2015 | SBS      | 내일을 향해 뛰어라      | 어린 한유정 (류현경 아역) | 2부작     |
| 2015 | MBC      | 그녀는 예뻤다           | 이슬비                    |           |
| 2016 | tvN      | 신데렐라와 네 명의 기사 |                           |           |
| 2017 | KBS2     | 그 여자의 바다          | 희주                      |           |
| 2018 |          | 퀸카메이커              | 왕빛나                    | 웹 드라마 |
| 2020 | 넷플릭스 | 인간수업                | 커피숍 알바생             | 웹 드라마 |
| 2021 |          | 모꼬지 키친             | 이예원                    | 웹 드라마 |
| 2024 | JTBC     | 놀아주는 여자           | 번따녀                    | 단역      |
| 2024 | KBS2     | 신데렐라 게임           | 윤유진/이두나             | 조연      |

### 영화
- 《튤립 모양》 (2023년) - 신유리 역

### 뮤직 비디오
- 이현우, 루이 - 니 얼굴
- 차승민 - 열두번
- 코쿤 - 냐옹이

### CF
- 스타일난다 3CE (모델 및 화보)
- DB손해보험 다이렉트

### 연극
- 《분장실》
- 《쉬어매드니스》 - 장미숙 (수지) 역
- 《신바람 난 삼대》
- 《레 미제라블》 - 코제트 역
- 《진짜나쁜소녀》 - 황지희 역
- 《극적인 하룻밤》 - 정시후 역